# Bundesautobahn 6
Autostrada federală 6 (prescurtat BAB 6) – denumită pe scurt Autobahn 6 (prescurtat A 6) – este o autostradă federală lungă de aproximativ 480 de kilometri, situată în sudul Germaniei. Ea se întinde de la granița franceză, lângă Saarbrücken, trece prin Kaiserslautern, continuând spre est și ajungând până la granița cu Cehia, lângă Waidhaus. Pe traseul său traversează orașe importante precum Mannheim, Heilbronn și Nürnberg.
Autostrada federală 6 începe ca autostradă cu patru benzi și două căi de rulare la punctul de trecere a frontierei Goldene Bremm, aflat la marginea sudică a orașului Saarbrücken, unde continuă traseul autostrăzii franceze A 320. De aici, autostrada coboară spre est în valea râului Saar, traversând periferia sudică a orașului Saarbrücken. Imediat după traversarea râului Saar, la nodul rutier Saarbrücken („Autobahndreieck Saarbrücken”), se termină autostrada BAB 620. În acest punct, BAB 6 preia traseul autostrăzii urbane din Saarbrücken („Stadtautobahn”), iar pentru sensul opus de mers este necesară folosirea unei bretele speciale situate la ieșirea Saarbrücken-Fechingen, care permite schimbarea direcției de mers. Această ieșire este accesibilă exclusiv dinspre vest către est.
Următorul segment de traseu prezintă un caracter tipic zonelor muntoase medii și dispune pe anumite porțiuni de o bandă suplimentară, a treia, pe fiecare sens de mers, pentru a facilita depășirea pe sectoarele cu pantă accentuată. După traversarea a trei mari viaducte peste văi, traseul coboară spre stânga Rinului și trece apoi, într-o manieră dreaptă și lină, pe lângă orașul Homburg, înainte de a traversa la Waldmohr granița regională cu Renania-Palatinat. Autostrata continuă apoi spre nord-est până spre est, urmând marginea platoului „Westricher Hochfläche”. La nodul rutier Landstuhl-Vest („Autobahnkreuz Landstuhl-West”), intersectează o altă autostradă federală. Mai departe, traseul trece prin imediata apropiere a unei baze militare americane („US-amerikanische Kaserne”) aflate în partea de vest a orașului Kaiserslautern. Acest oraș important de la marginea nordică a pădurii Pfälzerwald este ocolit prin nord, pe un traseu construit deja din anii 1930, perioadă în care au fost ridicate și două mari poduri. La est de oraș, traseul include un nod rutier complex, Autobahnkreuz Kaiserslautern, unde schimbarea direcției spre est se realizează parțial prin intermediul unei ieșiri integrate.
Autostrada federală 6 continuă apoi cu câte două benzi pe sens și cu benzi suplimentare pe anumite porțiuni aflate în pantă. Traseul, relativ sinuos și cu multe urcări și coborâri, străbate zona muntoasă împădurită a masivului Pfälzerwald, la extremitatea sa nordică. În dreptul muntelui Platte, autostrada atinge punctul său cel mai înalt, având aproape 430 m altitudine, cel mai ridicat punct de pe traseul dintre Saarbrücken și Mannheim. La Wattenheim, lângă Grünstadt, traseul devine mai abrupt, prezentând o combinație accentuată de curbe strânse și coborâri abrupte, trecând în apropierea localității Neuleiningen și a castelului de la Neuleiningen. După Grünstadt urmează o a doua coborâre, la Laumersheim Berg. Pentru participanții la trafic care se deplasează înspre est, se deschide pe parcursul multor kilometri o amplă panoramă asupra regiunii metropolitane Rhein-Neckar.
La nodul rutier Frankenthal, autostrada BAB 61 intersectează BAB 6, formând împreună un inel rutier în jurul orașelor Mannheim și Ludwigshafen am Rhein. După Frankenthal, la nodul rutier Ludwigshafen-Nord, există o legătură cu drumul federal B 9, care urmează cursul Rinului și asigură accesul și către sediul central al companiei BASF.
Autostrada traversează Rinul pe podul Theodor-Heuss, care dispune de un pasaj pietonal amplasat pe separatorul median. Pe malul drept al Rinului, autostrada intră în landul Baden-Württemberg și în zona urbană a orașului Mannheim. Trecând pe lângă cartierele nordice ale orașului, traseul urmează o linie dreaptă de mai mulți kilometri, îndreptându-se direct spre nodul rutier Viernheimer Dreieck, unde se termină autostrada BAB 67, iar BAB 6 preia direcția spre sud.
Încă înainte de acest nod rutier, autostrada traversează din nou granița unui land, trecând din Baden-Württemberg în landul Hessa.
La nodul rutier Viernheimer Dreieck, banda principală a autostrăzii BAB 6 se ramifică spre sud, urmând în mare parte un traseu paralel cu BAB 5, care se află mai la est. La scurt timp după aceea, urmează nodul rutier Viernheimer Kreuz, unde BAB 6 se intersectează cu BAB 659, prima conexiune transversală între cele două rute principale. Acest nod rutier se află încă pe teritoriul landului Hessa, însă imediat după traversarea sa, autostrada reintră în landul Baden-Württemberg.
Traseul continuă de-a lungul periferiei estice a orașului Mannheim și traversează râul Neckar. La nodul rutier Mannheim („Kreuz Mannheim”), BAB 6 se intersectează cu BAB 656, a doua axă principală de legătură est-vest. La sud de acest nod, autostrada revine la configurația cu patru benzi.
Trecând pe lângă Mannheim-Rheinau și Schwetzingen, autostrada ajunge la nodul rutier Hockenheim („Dreieck Hockenheim”), unde se intersectează pentru a doua oară cu autostrada BAB 61, care se încheie aici. În acest punct, autostrada devine din nou cu șase benzi și trece chiar pe lângă tribunele circuitului Hockenheimring, traversând pădurea Schwetzinger Hardt. Traseul face o largă curbură, schimbând direcția de la nord spre est. În final, la nodul rutier Walldorf („Kreuz Walldorf”), unde BAB 6 se intersectează cu BAB 5, se încheie traseul paralel al celor două autostrăzi nord-sud.
Din câmpia joasă a Rinului Superior, autostrada urcă în zona deluroasă și mai puțin împădurită Kraichgau, care separă Odenwaldul din nord de Pădurea Neagră din sud. În apropiere de Sinsheim, unde se află mai multe centre de agrement lângă autostradă, traseul urmează valea râului Elsenz. După ce traversează următorul lanț de dealuri, la Bad Rappenau se deschide o panoramă largă asupra bazinului Neckarului.
Continuând de-a lungul văii pârâului Böllinger Bach, autostrada BAB 6 ajunge în nordul orașului Heilbronn. În apropiere de o termocentrală pe cărbune, autostrada traversează pentru a doua oară râul Neckar, pe un pod lung. Pe malul opus, în zona Neckarsulm, relieful devine din nou deluros, marcând începutul versanților nord-vestici ai zonei Schwäbisch-Fränkischer Wald, unde predomină viile.
După câțiva kilometri de-a lungul văii râului Sulm, la nodul rutier Weinsberg („Kreuz Weinsberg”), banda principală a autostrăzii BAB 6 cu șase benzi virează spre sud, intersectând autostrada BAB 81. Pentru a continua spre est pe BAB 6, șoferii trebuie să facă o schimbare de direcție la acest nod rutier.
După traversarea unei alte zone deluroase pe o autostradă cu patru benzi, peisajul se deschide în spatele localității Bretzfeld spre Câmpia Hohenlohe. De aici, traseul revine la o configurație cu șase benzi și urmează versantul nordic al Pădurii Șvăbești, traversând mai multe văi ale unor râuri mici.
După orașul Schwäbisch Hall, unde autostrada revine la patru benzi, relieful devine considerabil mai accidentat. Râul Kocher este traversat pe podul Kochertalbrücke, care, cu o înălțime de 185 m, este cel mai înalt pod din Germania. La Crailsheim, autostrada traversează succesiv văile adânci ale râurilor Jagst și Gronach.
După această zonă, autostrada părăsește landul Baden-Württemberg și intră în Bavaria, mai exact în districtul administrativ (Regierungsbezirk) Mittelfranken. Granița este marcată de cel mai vestic lanț muntos al regiunii Frankenhöhe, care este urcat pe un sector cu o înclinație longitudinală pronunțată. După traversarea acestui lanț de dealuri, autostrada coboară în valea râului Wörnitz, unde, la nodul rutier Feuchtwangen/Crailsheim („Kreuz Feuchtwangen/Crailsheim”), se intersectează cu autostrada BAB 7.
La nord de Feuchtwangen, traseul autostrăzii alternează între lanțuri deluroase și văile râurilor Wörnitz, Sulzach și Altmühl, ceea ce face necesară prezența unei a treia benzi suplimentare pe anumite porțiuni cu pantă, pentru fiecare sens de mers. Autostrada ocolește la o distanță considerabilă orașul Ansbach, capitala districtului administrativ (Regierungsbezirk) din Mittelfranken.
După traversarea văii râului Fränkische Rezat, peisajul devine dominat de pădurile de pini, caracteristice regiunii Nürnberg, iar relieful se uniformizează, fără diferențe semnificative de nivel. În apropiere de Schwabach, începe un sector extins cu șase benzi. La nodul rutier Roth, drumul federal B 2, construit în regim de autostradă, se ramifică, oferind o legătură importantă către sudul regiunii Mittelfranken.
Autostrada traversează râul Rednitz, iar imediat după acesta, Canalul Main-Dunăre, ajungând în pădurea extinsă Nürnberger Reichswald, în apropiere de Wendelstein. La nodul rutier Nürnberg-Süd, autostrada se intersectează cu sectorul sudic al BAB 73, iar câțiva kilometri mai departe, la nodul Nürnberg-Ost, se întâlnește cu BAB 9. Ambele noduri rutiere au fost și sunt (în 2022) supuse unor lucrări extinse de modernizare, pentru a face față traficului intens din această zonă.
La est de nodul rutier Nürnberg-Ost, autostrada BAB 6 revine la o configurație cu patru benzi. De aici, împreună cu continuarea sa pe teritoriul ceh, autostrada Dálnice 5, poartă denumirea de Via Carolina, în amintirea împăratului Carol al IV-lea, căruia i se atribuie prima legătură rutieră între Praga și Nürnberg.
După câțiva kilometri suplimentari prin pădurea Nürnberger Reichswald, autostrada ajunge la nodul rutier Altdorf, unde se intersectează cu BAB 3. La nord de Altdorf începe o urcare prelungită, care ridică autostrada din Câmpia Mittelfranken către platoul Jura Franconiană. După traversarea unei văi laterale pe un viaduct lung, în apropiere de Unterrieden, traseul urcă transversal pe versantul vestic al platoului. După ce străbate pădurea Grafenbucher Forst, în zona Alfeld, autostrada trece peste creasta principală a masivului muntos.
Totodată, acest punct marchează trecerea din districtul administrativ Mittelfranken în regiunea Oberpfalz. Imediat la vest de nodul rutier Sulzbach-Rosenberg, BAB 6 atinge cea mai mare altitudine de pe întreg traseul său, la 620 m deasupra nivelului mării.
Traseul sinuos și deluros al autostrăzii coboară treptat spre valea râului Vils, ocolind orașul Amberg printr-o curbă largă spre sud. Pe o porțiune mai lungă, autostrada traversează partea nordică a pădurii Hirschwald, o zonă forestieră extinsă situată la sud de Amberg. După traversarea râului Vils, relieful devine treptat mai plat.
Următorul nod rutier, Amberg-Ost, a reprezentat timp de aproape trei decenii (1979–2008) capătul estic al autostrăzii. Traseul se îndreaptă apoi spre nord-est, traversând un nou lanț de dealuri, și coboară în valea râului Naab în apropiere de Nabburg. La nodul rutier Oberpfälzer Wald, situat lângă Wernberg-Köblitz, autostrada BAB 6 se intersectează cu BAB 93.
Munții care dau numele regiunii, Oberpfälzer Wald, se ridică la est de valea râului Naab. Traseul urcă din nou până în zona Leuchtenberg, apoi coboară peste valea râului Pfreimd, continuând spre est, trecând pe lângă Vohenstrauß.
În final, la Waidhaus, autostrada atinge granița germano-cehă, care este traversată pe un viaduct scurt peste o vale. Fosta zonă de control a frontierei se află la est de acest punct, pe teritoriul ceh. Continuarea autostrăzii BAB 6 în Cehia este autostrada Dálnice 5 (D 5), cu patru benzi, care trece prin Plzeň și continuă spre Praga.

## Istorie
Împăratul Carol al IV-lea (1316–1378) a ridicat traseul rutier dintre fostele orașe imperiale Nürnberg și Praga la rang de drum imperial (Reichsstraße), motiv pentru care această rută este cunoscută sub numele de Via Carolina.
Începând din 1932, respectiv 1939, Reichsstraße 14 a urmat acest traseu istoric, însă a fost extinsă și spre vest, de la Nürnberg până în apropiere de Schwäbisch Hall, unde drumul R 14 (mai târziu B 14) vira spre sud-vest în direcția Stuttgart.

### 1933–1945 – Construcția Reichsautobahn

#### Viernheim–Mannheim

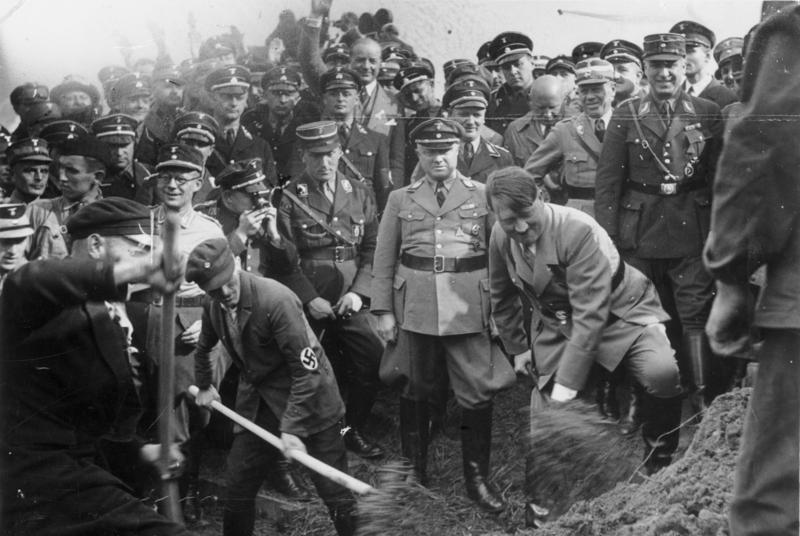
Adolf Hitler la prima săpătură oficială pe 23 septembrie 1933, lângă Frankfurt

Cel mai vechi segment al traseului actual al BAB 6 se află între Viernheimer Dreieck și Autobahnkreuz Mannheim. Acesta fusese deja planificat în anii 1920 de către Verein HaFraBa e. V., ca parte a unui drum de mare viteză destinat vehiculelor cu motor, care urma să lege Hamburg de Frankfurt și să ajungă până la granița elvețiană, la Basel.
Deși planurile detaliate pentru această rută erau deja finalizate în jurul anului 1930, ele s-au confruntat inițial cu o opoziție largă în Reichstag, în special din partea NSDAP, care considera autostrăzile drept „drumuri de lux pentru bogați” („Luxusstraßen der Reichen”). Cu toate acestea, după venirea la putere a naziștilor la 30 ianuarie 1933, aceștia au decis să continue planificarea și construcția autostrăzilor.
Principalul motiv al acestei decizii a fost promisiunea de reducere a șomajului din acea perioadă, prin angajarea unui număr mare de muncitori pentru construirea rețelei de autostrăzi.
Construcția primei autostrăzi imperiale (Reichsautobahn) a început oficial pe 23 septembrie 1933, odată cu prima săpătură pentru ruta care urma să lege Frankfurt am Main de Darmstadt, Mannheim și Heidelberg.
Nodul rutier care astăzi formează Autobahnkreuz Mannheim a fost inițial proiectat ca un triunghi rutier, unde traseul venit dinspre nord (Frankfurt) se intersecta cu legătura Mannheim–Heidelberg (actuala BAB 656). Ulterior, la un alt nod rutier de lângă Heidelberg, a fost creată o intersecție de unde se desprindea drumul spre sud, în direcția Karlsruhe și Basel – punct în care astăzi se află Autobahnkreuz Heidelberg.
Deși propaganda nazistă promova aceste autostrăzi ca fiind o „noutate mondială”, în realitate, proiectele de construcție ale HaFraBa erau finalizate și pregătite pentru execuție încă din 1932. Pentru a consolida mitul că Adolf Hitler ar fi fost „inventatorul” autostrăzilor (numite în propaganda nazistă „Strada Führerului”), regimul a decis să retrogradeze primul drum de mare viteză din Germania, autostrada Köln–Bonn, inaugurată cu un an mai devreme de primarul Kölnului Konrad Adenauer, la statut de drum național.
Segmentul Darmstadt–Mannheim–Heidelberg a fost inaugurat pe 3 octombrie 1935, iar împreună cu tronsonul Frankfurt–Darmstadt, deschis pe 19 mai 1935, a reprezentat prima autostradă finalizată în perioada național-socialistă.

#### Segmentul Kaiserslautern–Viernheim

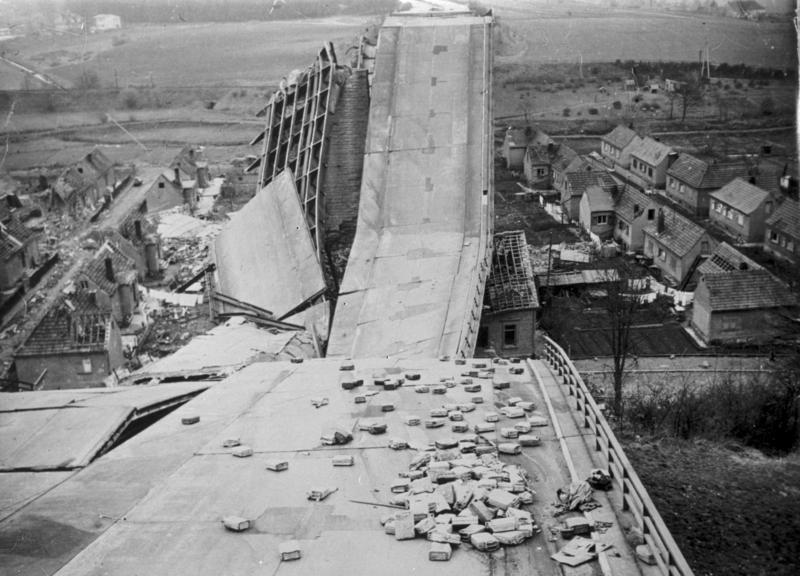
Viaductul Lautertal distrus, 1945

Autostrada desemnată sub numele Strecke 38, care urma să lege Mannheim de Kaiserslautern și Saarbrücken, a fost construită începând cu 1934. Acest traseu, care se ramifica de la autostrada Frankfurt–Mannheim în zona Viernheim, a necesitat construirea mai multor poduri mari.
Podul peste Rin de la Frankenthal a fost început în 1938, dar, din cauza unui accident grav de construcție petrecut pe 12 decembrie 1940, soldat cu 30 de morți, și a escaladării celui de-Al Doilea Război Mondial, lucrările la pod nu au mai fost finalizate.
În schimb, viaductele Waschmühle și Lautertal, situate lângă Kaiserslautern, au fost construite între martie 1935 și Crăciunul anului 1936 și au fost finalizate. Astfel, tronsonul Kaiserslautern-West – Wattenheim, inclusiv traversarea pădurii Pfälzerwald, a fost singurul sector care a fost deschis traficului, la 24 octombrie 1937.
Odată cu avansul forțelor aliate spre finalul războiului, podul Lautertal a fost distrus de trupele Wehrmachtului în noaptea de 20 martie 1945 pentru a încetini înaintarea inamicului.
În direcția est, autostrada a fost deschisă până în 1940, în mai multe etape, pe segmentul Wattenheim – Grünstadt – Frankenthal. Acest sector este marcat de o coborâre lungă din zona muntoasă Pfälzerwald către Câmpia Rinului Superior.
În direcția vest, tronsonul Kaiserslautern-West – Landstuhl a fost finalizat până în 1941.

#### Segmentul Schwabach–Nürnberg
Începând cu 1935, au fost demarate planurile pentru construirea unei autostrăzi integrate în rețeaua principală, care să lege Heilbronn de Nürnberg (inițial denumită Stuttgart–Nürnberg).
În 1938, lucrările au început simultan la capătul vestic, între Weinsberg și Bretzfeld, și la capătul estic, între Schwabach și conexiunea cu autostrada Reichsautobahn Berlin–München (actuala BAB 9). Ulterior, construcția a fost împărțită în trei loturi de execuție.
Dintre acestea, doar segmentul Nürnberg–Schwabach a fost finalizat și dat în folosință în 1941, însă doar pe o singură bandă. Din cauza izbucnirii și escaladării Al Doilea Război Mondial, lucrările la restul traseului au fost sistate.

### 1945–1969 – Reconstrucție și continuarea lucrărilor

#### Segmentul Saarbrücken–Viernheim
Pe tronsonul Frankenthal–Viernheim, care nu a putut fi dat în folosință înainte de al Doilea Război Mondial din cauza nefinalizării podului peste Rin, lucrările de construcție au fost reluate încă din 1948.
Prima jumătate a podului a fost inaugurată pe 9 septembrie 1950 de către ministrul federal al transporturilor, Hans-Christoph Seebohm, permițând astfel reluarea traficului pe acest sector.
Câteva zile mai târziu, cu ocazia unei vizite oficiale a președintelui federal de atunci, Theodor Heuss, podul a fost numit în onoarea sa Theodor-Heuss-Brücke, nume pe care îl poartă și astăzi.
Abia în 1964 a fost finalizată și cea de-a doua jumătate a podului, ceea ce a permis extinderea autostrăzii la patru benzi pe întregul sector.
Reconstrucția viaductului Lautertal, care fusese distrus de trupele Wehrmachtului în martie 1945, a început la doar câțiva ani după sfârșitul războiului. Cu toate acestea, lucrările au fost afectate de un accident grav, în urma căruia o parte a noii structuri s-a prăbușit în timpul construcției. Acest incident a întârziat redeschiderea autostrăzii, care a devenit din nou operațională abia pe 15 octombrie 1956.
În schimb, tronsonul situat la est de Kaiserslautern, care fusese de asemenea grav afectat de distrugerile războiului, a fost reparat mai rapid și a fost redeschis traficului încă din 1951.
Încă în timpul Al Doilea Război Mondial, Luftwaffe a folosit un tronson de aproximativ trei kilometri din autostrada imperială (Reichsautobahn), între Landstuhl și Kaiserslautern-West, ca bază aeriană militară. În acest scop, porțiunea respectivă a fost construită perfect dreaptă, pentru a permite utilizarea ca pistă de aterizare.
După sfârșitul războiului, trupele americane de ocupație au preluat această zonă și au înființat acolo Baza Aeriană Ramstein, cunoscută astăzi sub numele de Ramstein Air Base.
Deja la sfârșitul anilor 1940, vechiul tronson al autostrăzii a fost parțial acoperit cu o hală de întreținere, iar la aproximativ 200 m spre sud, a fost construită o nouă pistă de aterizare de urgență pentru aeronave.
Accesul estic și vestic către aeroport sunt și astăzi parte din traseul original al fostei autostrăzi Reichsautobahn Mannheim–Landstuhl. Pe majoritatea hărților rutiere, acest segment este marcat ca „șosea rapidă închisă circulației publice”, fiind drum privat al statului federal german.
În anii 1950, autostrada BAB 6 a fost deviată pe un traseu nou, care descrie un arc sudic pentru a ocoli baza aeriană Ramstein. Noul traseu a fost extins prin Landstuhler Bruch până la nodul rutier Waldmohr, situat chiar înainte de granița cu Saarland, care la acea vreme era autonom față de Germania de Vest.
În urma Acordului de la Saar din 1956, s-a convenit ca Saarland să adere la Republica Federală Germania, eveniment care s-a concretizat la 1 ianuarie 1957. Acest lucru a permis continuarea construcției autostrăzii BAB 6 și pe teritoriul Saarlandului, în direcția Saarbrücken.
La 14 decembrie 1959, la doi ani după integrarea Saarlandului în Germania de Vest și în același an cu aderarea sa economică definitivă, a fost deschis circulației tronsonul nou trasat dintre Kaiserslautern și Landstuhl, continuând spre Waldmohr, Homburg și până la nodul rutier St. Ingbert-West.
Patru ani mai târziu, pe 14 decembrie 1963, a fost finalizat și segmentul final spre Saarbrücken, construit între 1960 și 1963. Datorită reliefului accidentat de tip muntos, acest sector a necesitat construcția a trei mari viaducte și a fost, la vremea respectivă, unul dintre cele mai costisitoare proiecte de autostradă din Germania, cu un buget de 70 de milioane de mărci germane (DM).
Construcția autostrăzii prin zona urbană a Saarbrückenului a fost deosebit de dificilă. Segmentul dintre Güdingen și centrul orașului, construit paralel cu râul Saar, a fost realizat într-un spațiu foarte îngust, ceea ce a impus soluții tehnice complexe. În acest proces:
- Fațada anterioară a Castelului Saarbrücken a fost demolată pentru a face loc autostrăzii,
- Podul Vechi (Alte Brücke) a trebuit să fie prelungit pentru a permite traversarea.

Deși Saarlandul a fost ultimul land occidental al Germaniei care a fost conectat la rețeaua de autostrăzi, orașul Saarbrücken a devenit prima mare metropolă germană care a avut o conexiune directă de autostradă până în centrul orașului.
Tronsonul Saarbrücken – granița cu Franța (punctul de trecere Goldene Bremm) a fost construit între 1968 și 1969, împreună cu autostrada franceză A320, care reprezintă continuarea sa pe teritoriul francez.
Acest segment se desprinde în cartierul Güdingen din Saarbrücken de pe traseul principal al autostrăzii Saarbrücken–Mannheim și traversează râul Saar pe două viaducte separate, ajungând apoi la punctul de frontieră Goldene Bremm, unde a fost amenajată și o zonă de odihnă.
Din cauza spațiului restrâns din valea râului Saar, intersecția de la Güdingen (astăzi Autobahndreieck Saarbrücken) a fost realizată sub formă de gabelă (bifurcație) și nu ca un nod rutier complet.
Pentru traficul provenit din Franța spre centrul orașului Saarbrücken, a fost necesară construirea unei rampe de conexiune la nodul rutier Saarbrücken-Fechingen, situat doar câteva sute de metri mai la est. Totuși, din cauza reliefului accidentat, această rampă este accesibilă doar din direcția vestică.

#### Segmentul Mannheim–Heilbronn
Tronsonul dintre Autobahnkreuz Mannheim și Autobahnkreuz Weinsberg, situat lângă Heilbronn, este cunoscut și sub numele de Neckarlinie. Acesta a fost construit în anii 1960, având ca scop îmbunătățirea accesibilității regiunii de nord a landului Baden-Württemberg, care la acea vreme era slab conectată la rețeaua de autostrăzi.
În aceeași perioadă a fost realizată și autostrada Bergstraße, care leagă Frankfurt de Darmstadt și Heidelberg. Aceasta a fost concepută ca rută alternativă pentru vechea autostradă imperială Frankfurt–Mannheim și face o tranziție directă la Heidelberg spre autostrada existentă către Karlsruhe, care fusese construită încă înainte de al Doilea Război Mondial.
Fostul nod rutier de lângă Mannheim a fost transformat într-un nod rutier complet de autostradă, iar un alt nod rutier, conectat la vechiul traseu al autostrăzii imperiale Heidelberg–Karlsruhe, a fost construit lângă Walldorf. Astfel, traseul inițial construit pe direcția nord-sud, de la Frankfurt, a fost transformat într-un traseu continuu pe direcția vest-est, către Heilbronn. Împreună cu noua autostradă Bergstraße, între Darmstadt și Walldorf au apărut două autostrăzi care se desfășoară paralel la doar câțiva kilometri distanță una de cealaltă. În timpul construcției acestui tronson, Circuitul Hockenheimring a fost tăiat, întrucât se întindea până în localitatea Hockenheim. Porțiunea care intra în oraș a fost înlocuită, între 1964 și 1965, cu un Motodrom situat la est de autostradă, ale cărui tribune sunt amplasate chiar lângă aceasta.
Între Sinsheim și Bad Rappenau a fost amenajat un teren de aterizare provizoriu pe autostradă, cu o lungime de aproximativ 2,7 km, destinat ca, în caz de apărare, să poată fi transformat într-un aerodrom operațional în termen de 24 de ore. Acest aerodrom provizoriu trebuia menținut în stare de funcționare pentru apărarea strategică a marilor orașe din apropiere, precum Frankfurt, Mannheim, Karlsruhe, Heilbronn și Stuttgart. În acest scop, autostrada a fost construită perfect dreaptă, banda mediană a fost betonată și echipată cu parapete detașabile, iar la ambele capete ale tronsonului au fost amenajate parcări, care urmau să servească drept zone de staționare pentru avioane.
Deoarece zona din jurul aerodromului provizoriu trebuia să fie liberă de obstacole pentru traficul aerian, nu au fost construite poduri. De asemenea, vechea linie electrică nord-sud din anii 1920, o linie de înaltă tensiune de 220 kV cu o importanță interregională la acea vreme, a trebuit să fie mutată la marginea zonei de siguranță și traversează autostrada la capătul estic al tronsonului pe stâlpi foarte joși.
În cadrul lucrărilor de extindere la șase benzi ale autostrăzii între Sinsheim și Bad Rappenau (2010–2011), aerodromul provizoriu a fost desființat, iar parcările de la capătul estic au fost închise. Parcările de la capătul vestic al tronsonului au fost însă extinse prin adăugarea unei toalete publice.
La Heilbronn, autostrada a fost conectată fără întreruperi la autostrada nord-sud deja existentă, construită în anii 1930, care continua spre Stuttgart. În anii 1970, în zona curbei de 90° a fost realizat nodul rutier Weinsberg, planificat încă din perioada interbelică, asigurând astfel o legătură directă spre Nürnberg.
Un aspect remarcabil îl constituie traversarea râului Neckar între Heilbronn și Neckarsulm. În locul construirii unui dig în valea Neckarului și a unui pod mai scurt, s-a optat pentru un viaduct de 1,35 km lungime. Această soluție a fost aleasă atât pentru a menține libere zonele de inundație, cât și pentru a permite realizarea unui canal navigabil al Neckarului, proiect planificat la acea vreme. Acest proiect, care nu a mai fost implementat, prevedea devierea albiei navigabile a Neckarului spre vest, pentru a permite amenajarea unor zone industriale la nord de portul Heilbronn.
Tronsoane individuale au fost finalizate treptat, înainte ca întreaga porțiune a autostrăzii de-a lungul Neckarului, între Mannheim și Weinsberg, lângă Heilbronn, să fie inaugurată oficial pe 10 decembrie 1968 de către ministrul federal al transporturilor, Georg Leber, în cadrul unei ceremonii la Sinsheim. Din costul total de construcție, care s-a ridicat la 390 de milioane de mărci germane, 30 de milioane de mărci au fost alocate pentru construcția podului peste valea Neckarului.

### 1970–1991 – Completare și reorganizare

#### Heilbronn–Nürnberg

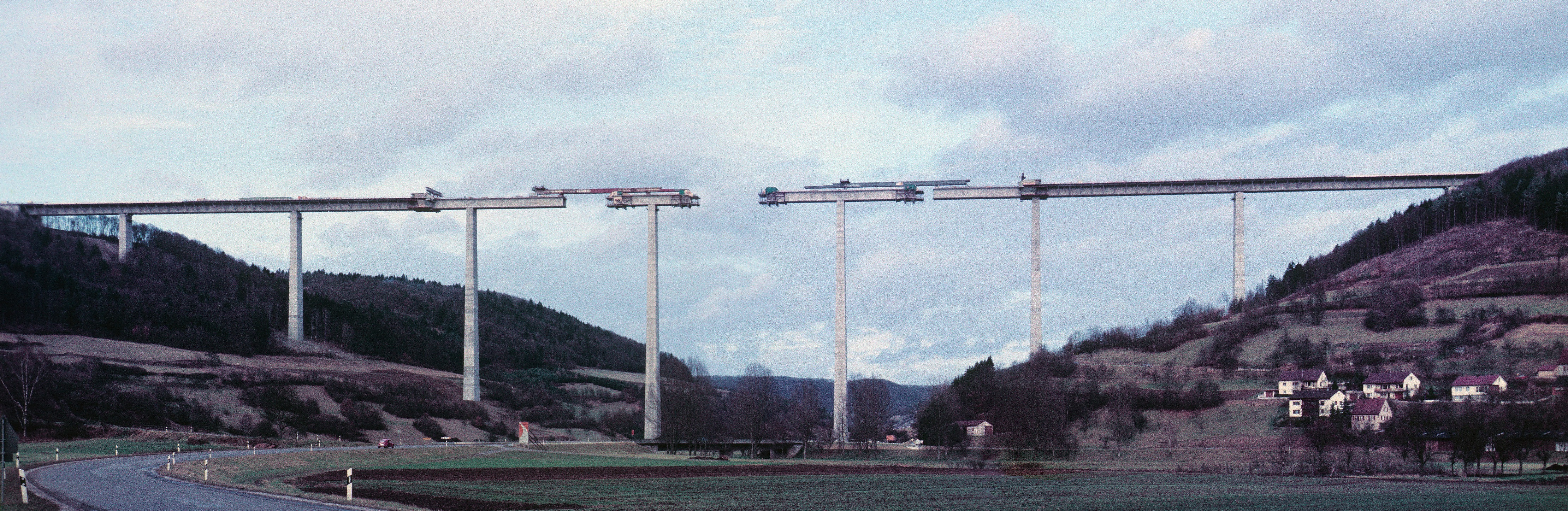
Podul Kochertal în construcție, 1979

Deși din cei 153 km ai conexiunii Heilbronn–Nürnberg, tronsonul dintre actualul nod rutier Nürnberg-Süd și ieșirea Schwabach-West a fost finalizat pe o singură bandă încă din 1941, iar lucrările la capătul vestic, lângă Weinsberg, erau deja într-un stadiu avansat, închiderea completă a traseului între Weinsberg și Schwabach a fost realizată abia treptat în anii 1970. Primele planuri pentru finalizarea traseului după al Doilea Război Mondial datează din decembrie 1947 pentru tronsonul dintre Schwabach și Ansbach.
Între Weinsberg și Bretzfeld-Schwabbach, începând cu 1953, au fost efectuate studii pentru continuarea pe o singură bandă a lucrărilor de construcție deja începute; cu toate acestea, traseul Heilbronn–Nürnberg nu a fost inclus în cel de-al doilea plan pe patru ani pentru extinderea rețelei federale de drumuri principale pentru perioada 1963–1966.
Cu toate acestea, în anii 1960 s-a recunoscut că realizarea proiectului era posibilă în următorii ani pe baza planificărilor deja existente. Totuși, prioritatea acestei conexiuni nu era legătura ulterioară cu Cehoslovacia și țările est-europene, care oricum erau izolate de Occident prin Cortina de Fier, ci mai degrabă conectarea regiunilor economice din nordul Baden-Württemberg (Mannheim, Heilbronn) cu cele din nordul Bavariei, în jurul Nürnbergului.
Prin urmare, planificările pentru închiderea tronsonului lipsă au fost reluate. Determinarea traseului conform § 16 din Legea federală a drumurilor principale a avut loc în 1966, folosindu-se în mare parte planurile din anii 1930, după ce, pentru partea bavareză, procedura de planificare teritorială fusese finalizată în 1965.
Singura abatere semnificativă față de traseul antebelic s-a produs în zona văii Kochertalului: în locul unei rute complexe care cobora în vale și a unui pod mai mic peste aceasta, s-a optat pentru o variantă alternativă, care include un viaduct impresionant, cu o lungime de 1128 m și o înălțime de 185 m.
Primul tronson finalizat a fost cel dintre nodul rutier Weinsberg și Bretzfeld, utilizând traseul antebelic, în 1970. Până în 1975, pe partea din Baden-Württemberg, autostrada a fost extinsă spre est până la nodul rutier Kupferzell, iar pe partea bavareză, lucrările au avansat spre vest: în 1973, autostrada a fost prelungită de la Schwabach până la Lichtenau, iar în 1975, a fost extinsă și mai departe până la Aurach (pe atunci nodul rutier Ansbach-West).
Procedurile de aprobare a planului pentru închiderea tronsonului lipsă de 58 km dintre Kupferzell și Ansbach au fost finalizate în 1973 pe partea bavareză de către Direcția Autostrăzilor Nord-Bavaria, iar în 1976 pe partea Baden-Württemberg de către Oficiul Autostrăzilor Baden-Württemberg.
Între 1976 și 1979, s-au desfășurat lucrările de construcție, finalizând astfel închiderea tronsonului lipsă al autostrăzii BAB 6 între Heilbronn și Nürnberg. În acest proces, au fost construite numeroase viaducte mari peste văi, printre care și podul Kochertal, care, cu o înălțime de 185 m, este cel mai înalt pod din Germania.

#### Nürnberg–Amberg
Tronsonul dintre nodul rutier Altdorf și ieșirea Amberg-West (denumită atunci Amberg/Kastl) a fost construit începând din 1967 și inaugurat în două etape. Pe 17 noiembrie 1970 a fost deschis traficului primul segment, de aproximativ 19 km, de la nodul Altdorf până la ieșirea Alfeld. Un an mai târziu, pe 12 noiembrie 1971, a fost pus în funcțiune și tronsonul dintre Alfeld și Amberg/Kastl, în cadrul unei ceremonii oficiale conduse de vicepremierul de atunci, Otto Schedl.
Simultan, la nodul rutier Alfeld a fost înființată o unitate de întreținere a autostrăzii, care astăzi poartă numele de Autobahnmeisterei Lauterhofen.
Între Altdorf-Oberrieden și Poppberg (între nodurile rutiere Alfeld și Sulzbach-Rosenberg), trasarea autostrăzii a fost realizată ținând cont de un tronson al autostrăzii imperiale planificat în anii 1930, respectiv traseul 86 de la Nürnberg la Regensburg, a cărui construcție nu a mai început din cauza izbucnirii celui de-Al Doilea Război Mondial.
După război, extinderea pe scară largă a poligonului militar Hohenfels a impus modificarea traseului în anii 1960, când a fost construită și actuala autostradă BAB 3 între Nürnberg și Regensburg. Astfel, pentru această conexiune s-a ales o rută diferită, situată la sud-vest de traseul inițial planificat. Traseul pregătit anterior a fost încorporat parțial în prelungirea autostrăzii venind dinspre Heilbronn.
În cadrul acestor lucrări de construcție, a fost realizat și nodul rutier Altdorf.
Conexiunea actuală de autostradă dintre Nürnberg, Amberg și Pilsen nu era prevăzută în planurile Direcției Superioare a Autostrăzilor Imperiale din anii 1930. În locul unui traseu pornind din Nürnberg, pentru accesul către Cehoslovacia era planificată o rută care să plece din München, trecând prin Regensburg și ajungând la Karlsbad (Karlovy Vary), urmând să fie realizată într-o etapă ulterioară.
Lucrările la tronsonul dintre Wolnzach (unde se conecta la autostrada imperială Berlin–München) și Regensburg au început, dar nu au fost finalizate înainte de sfârșitul războiului. Acest tronson a fost finalizat abia în perioada postbelică și face parte astăzi din secțiunea nordică a autostrăzii BAB 93.
Deoarece autostrada de la Nürnberg spre Amberg se termina la acea vreme departe de granița federală, într-o regiune care și astăzi este foarte slab populată și, în afară de Amberg, nu include orașe importante pe traseu, volumul de trafic pe acest tronson a fost mult timp extrem de redus.
Din acest motiv, prelungirea autostrăzii până la ieșirea Amberg-Ost a fost realizată inițial doar cu banda de circulație sudică, pe care traficul se desfășura în ambele sensuri, până în 1979.
Tot în 1979, după trei ani de construcție, a fost închis tronsonul lipsă de 7 km dintre nodurile rutiere Nürnberg-Ost și Altdorf, ceea ce a permis circulația neîntreruptă pe autostradă de la granița cu Franța până la Amberg.
În momentul deschiderii graniței, autostrada se termina încă la Amberg, la o distanță considerabilă de granița germano-cehă, astfel că acest eveniment a avut un impact redus asupra A 6. Singura modificare majoră a fost finalizarea celei de-a doua benzi de circulație între nodurile rutiere Amberg-West și Amberg-Ost în 1991, ceea ce a permis ca toate tronsoanele finalizate ale A 6 să fie dotate cu două benzi de circulație pe fiecare sens.

#### Numerotarea autostrăzii
La 1 ianuarie 1975, în Germania a fost introdus un sistem uniform de numerotare pentru toate autostrăzile federale. Până atunci, pentru tronsoanele deja construite existau doar numerotări interne, care nu erau afișate pe indicatoarele rutiere, unde apăreau doar numerele drumurilor europene.
Începând cu această dată, au fost utilizate exclusiv noile numere de autostradă. Ca o importantă conexiune națională pe direcția est-vest, cu legături către țările vecine, traseul Saarbrücken–Mannheim–Heilbronn–Nürnberg–Amberg a primit un număr par, devenind oficial Bundesautobahn (BAB) 6.
La capătul vestic, începutul autostrăzii BAB 6 a fost stabilit la punctul de frontieră Saarbrücken-Goldene Bremm. Privind dinspre est, la nodul rutier Dreieck Saarbrücken, carosabilul principal își schimbă numerotarea și devine BAB 620, continuând prin centrul orașului Saarbrücken spre Saarlouis. Pentru a rămâne pe BAB 6, șoferii trebuie să schimbe carosabilul în acest punct.
O situație similară apare la Dreieck Viernheim, unde traseul provenind de la Saarbrücken se unește cu autostrada Frankfurt–Mannheim, orientată nord-sud. Cei care vin dinspre sud trebuie să schimbe carosabilul pentru a continua pe BAB 6.
Porțiunea care continuă spre nord a primit numele de BAB 67. De asemenea, pe o distanță de aproximativ 30 km, între Mannheim și Walldorf/Hockenheim, autostrada BAB 6, concepută inițial ca o rută est-vest, urmează temporar un traseu nord-sud.

### 1996–2008 – Finalizarea completă

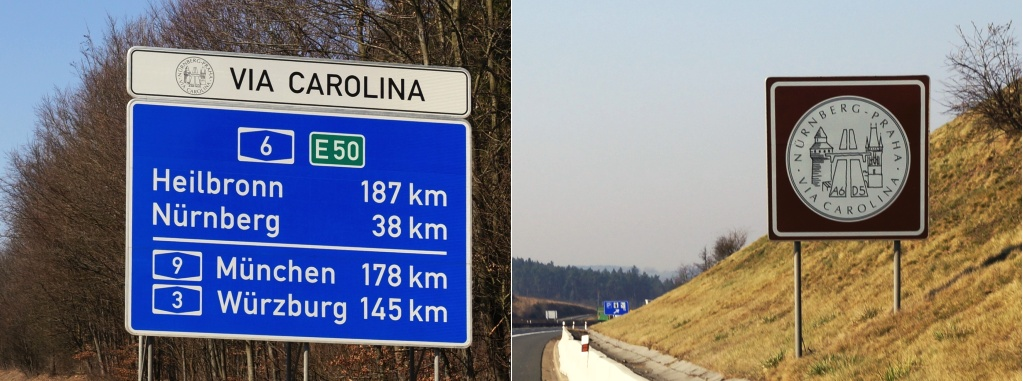
Panouri de distanță și indicatoare suplimentare „VIA CAROLINA” între Nürnberg și Praga

Completarea cu tronsonul dintre Amberg și Cehia a fost abordată abia la sfârșitul anilor 1990, deși în special la est de A 93, pe drumul național 14, camioanele se acumulau. Primele secțiuni, Waidhaus până la granița federală și Pleystein până la Waidhaus, au fost date în folosință în 1997, respectiv 1999. Pe 27 iulie 2005, a fost deschisă circulației secțiunea de aproximativ zece kilometri dintre nodul rutier Oberpfälzer Wald și un nod provizoriu situat la est de AS Wernberg-Köblitz. Costurile acestui tronson s-au ridicat la aproximativ 80 de milioane de euro. În cele din urmă, pe 6 octombrie 2006, a fost inaugurată festiv ultima secțiune, care fusese anterior cu două benzi, în zona Pleystein, spre granița cehă, aceasta devenind cu patru benzi, după ce fusese deja deschisă traficului cu două zile înainte.
Construcția ultimei secțiuni de 20 km a autostrăzii A 6, între Amberg-Ost și nodul Oberpfälzer Wald, a început în iunie 2004. O ceremonie de inaugurare a avut loc pe 10 septembrie 2008, iar deschiderea traficului a avut loc a doua zi. De atunci, autostrada A 6 este complet accesibilă de la Franța până în Cehia.
În cadrul finalizării tronsonului dintre Nürnberg și granița cehă, au fost instalate noi panouri de distanță, care, în direcția estică, nu mai indică doar Amberg ca destinație îndepărtată principală, ci și Praga (menționată cu denumirea Prag/Praha). Pe panouri sunt atașate plăcuțe suplimentare mici care indică denumirea traseului ca Via Carolina. Panouri similare se găsesc și pe autostrada cehă D 5.

## Traseu
| Traseul autostrăzii                                 |                                                                       |               |
|                                                     | Punct de trecere a frontierei Goldene Bremm (DE – FR)                 | A320 E50      |
|                                                     | Parcare (în ambele sensuri).                                          |               |
|                                                     | Zonă de servicii: Goldene Bremm (în ambele sensuri).                  |               |
| 2                                                   | Oraș deservit: Saarbrücken-Goldene Bremm.                             | B 41 Autohof  |
|                                                     | Pod peste Saar (998 m).                                               |               |
| 3 Autobahndreieck Saarbrücken                       | Nod rutier între BAB 620 și BAB 6                                     | BAB 620       |
| 4                                                   | Oraș deservit: Saarbrücken-Brebach-Fechingen.                         |               |
|                                                     | Viaductul Fechingen (410 m).                                          |               |
|                                                     | Viaductul Bischmisheim (820 m).                                       |               |
|                                                     | Parcare: Bischmisheim (sens Waidhaus -> Saarbrücken).                 |               |
|                                                     | Viaductul Grumbachtal (340 m).                                        |               |
| 5                                                   | Oraș deservit: St. Ingbert-vest.                                      |               |
| 6                                                   | Oraș deservit: St. Ingbert-Centru.                                    |               |
|                                                     | Parcare: Am Kahlenberg (în ambele sensuri).                           |               |
|                                                     | Pod peste Linia feroviară Landau–Rohrbach.                            |               |
|                                                     | Pod peste Linia feroviară Mannheim–Saarbrücken.                       |               |
| 7                                                   | Oraș deservit: St. Ingbert-Rohrbach.                                  |               |
| 8 Autobahnkreuz Neunkirchen                         | Nod rutier între BAB 8 și BAB 6                                       | BAB 8         |
|                                                     | Pod peste Blies (70 m).                                               |               |
|                                                     | Pod peste Linia feroviară Homburg–Neunkirchen.                        |               |
|                                                     | Parcare: Homburger Bruch (sens Waidhaus -> Saarbrücken).              |               |
| 9                                                   | Oraș deservit: Homburg.                                               | B 423         |
|                                                     | Zonă de servicii: Homburg (sens Saarbrücken -> Waidhaus).             |               |
| 10                                                  | Oraș deservit: Waldmohr.                                              |               |
|                                                     | Landul Renania-Palatinat.                                             |               |
|                                                     | Zonă de servicii: Waldmohr (sens Waidhaus -> Saarbrücken).            |               |
|                                                     | Parcare: Reißberg / Am Glan (în ambele sensuri).                      |               |
| 11                                                  | Oraș deservit: Bruchmühlbach-Miesau.                                  |               |
|                                                     | Pod peste râul Glan.                                                  |               |
|                                                     | Parcare: Schwarzbachwiesen (sens Waidhaus -> Saarbrücken).            |               |
|                                                     | Parcare: Harzofen (sens Saarbrücken -> Waidhaus).                     |               |
| 12 Autobahnkreuz Landstuhl-West                     | Nod rutier între BAB 62 și BAB 6                                      | BAB 62        |
| 13                                                  | Oraș deservit: Ramstein-Miesenbach.                                   | Autohof       |
|                                                     | Parcare: Höllenplacken (sens Saarbrücken -> Waidhaus).                |               |
| Sistem de gestionare a traficului                   |                                                                       |               |
| 14                                                  | Oraș deservit: Kaiserslautern-Einsiedlerhof.                          |               |
| 15                                                  | Oraș deservit: Kaiserslautern-vest.                                   | B 270         |
|                                                     | Pod peste râul Lauter (270 m).                                        |               |
|                                                     | Pod peste râul Waschmühltal (265 m).                                  |               |
| 16a Autobahndreieck Kaiserslautern (partea de vest) | Nod rutier între BAB 63 și BAB 6                                      | BAB 63        |
|                                                     | Pod feroviar și rutier (100 m).                                       |               |
| 16a Autobahndreieck Kaiserslautern (partea de est)  | Nod rutier între BAB 63 și BAB 6                                      | BAB 63        |
| 16b                                                 | Oraș deservit: Kaiserslautern-est.                                    |               |
|                                                     | Parcare: Quaiders Berg / Langenberg (în ambele sensuri).              |               |
| 17                                                  | Oraș deservit: Enkenbach-Alsenborn.                                   | B 48          |
|                                                     | Parcare: Am Tunnel (sens Waidhaus -> Saarbrücken).                    |               |
|                                                     | Parcare: Drehertal (sens Waidhaus -> Saarbrücken).                    |               |
|                                                     | Pod verde Wattenheimer Wald (45 m).                                   |               |
|                                                     | Parcare: Entenpfuhl / Türkberg (în ambele sensuri).                   |               |
| 18                                                  | Oraș deservit: Wattenheim.                                            | B 47          |
| Sistem de gestionare a traficului                   |                                                                       |               |
|                                                     | Zonă de servicii: Pfalz (sens Waidhaus -> Saarbrücken).               |               |
| Ieșire                                              | Nod rutier militar.                                                   |               |
|                                                     | Parcare: Am Binsenplatz (sens Saarbrücken -> Waidhaus).               |               |
| 19                                                  | Oraș deservit: Grünstadt.                                             | B 271 Autohof |
|                                                     | Parcare: Dirmsteiner Pfad (sens Waidhaus -> Saarbrücken).             |               |
| 20                                                  | Oraș deservit: Heßheim.                                               |               |
| 21 Autobahnkreuz Frankenthal                        | Nod rutier între BAB 63 și BAB 6                                      | BAB 61 E31    |
|                                                     | Pod peste Linia feroviară Mainz–Mannheim.                             |               |
| 22                                                  | Oraș deservit: Frankenthal-nord.                                      |               |
| 23                                                  | Oraș deservit: Ludwigshafen am Rhein-nord.                            | B 9           |
|                                                     | Pod peste Rin (780 m).                                                |               |
|                                                     | Landul Baden-Württemberg.                                             |               |
| 24                                                  | Oraș deservit: Mannheim-Sandhofen.                                    | B 44          |
|                                                     | Pod peste Linia feroviară Mannheim–Frankfurt am Main.                 |               |
|                                                     | Parcare (sens Saarbrücken -> Waidhaus).                               |               |
|                                                     | Landul Hessa.                                                         |               |
|                                                     | Parcare (sens Waidhaus -> Saarbrücken).                               |               |
| 25 Viernheimer Dreieck                              | Nod rutier între BAB 67 și BAB 6                                      | BAB 67 E451   |
|                                                     | Pod peste Linia feroviară Mannheim–Weinheim.                          |               |
| 26 Viernheimer Kreuz                                | Nod rutier între BAB 659 și BAB 6                                     | BAB 659 B 38  |
|                                                     | Landul Baden-Württemberg.                                             |               |
|                                                     | Parcare: Linsenbühl (sens Saarbrücken -> Waidhaus).                   |               |
|                                                     | Pod peste Neckar (410 m).                                             |               |
|                                                     | Pod peste Linia feroviară Mannheim Kurpfalzbrücke–Edingen–Heidelberg. |               |
| 27 Autobahnkreuz Mannheim                           | Nod rutier între BAB 656 și BAB 6                                     | BAB 656       |
|                                                     | Pod rutier (50 m).                                                    |               |
|                                                     | Pod peste Linia feroviară a Văii Rinului și triajul Mannheim (320 m). |               |
|                                                     | Pod feroviar și rutier (150 m).                                       |               |
| 28                                                  | Oraș deservit: Mannheim / Schwetzingen.                               | B 36 B 535    |
|                                                     | Pod peste râul Leimbach.                                              |               |
|                                                     | Parcare (sens Saarbrücken -> Waidhaus).                               |               |
|                                                     | Parcare (sens Waidhaus -> Saarbrücken).                               |               |
| 29                                                  | Oraș deservit: Schwetzingen / Hockenheim.                             | B 39 B 291    |
| 30 Autobahndreieck Hockenheim                       | Nod rutier între BAB 61 și BAB 6                                      | BAB 61 E31    |
|                                                     | Zonă de servicii: Am Hockenheimring (sens Saarbrücken -> Waidhaus).   |               |
|                                                     | Zonă de servicii: Am Hockenheimring (sens Waidhaus -> Saarbrücken).   |               |
|                                                     | Parcare (în ambele sensuri).                                          |               |
| 31 Autobahnkreuz Walldorf                           | Nod rutier între BAB 5 și BAB 6                                       | BAB 5 E35     |
|                                                     | Parcare: Weißer Stock / Bucheneck (în ambele sensuri).                |               |
| 32                                                  | Oraș deservit: Wiesloch / Rauenberg.                                  | B 39          |
|                                                     | Pod peste râul Waldangelbach (357 m).                                 |               |
| 33a                                                 | Oraș deservit: Sinsheim.                                              | B 39 B 292    |
|                                                     | Zonă de servicii: Kraichgau (în ambele sensuri).                      |               |
| 33b                                                 | Oraș deservit: Sinsheim-sud.                                          | Autohof       |
|                                                     | Pod peste râul Ilvesbach.                                             |               |
|                                                     | Pod feroviar și rutier (50 m).                                        |               |
|                                                     | Pod peste râul Elsenz.                                                |               |
| 34                                                  | Oraș deservit: Sinsheim-Steinsfurt.                                   |               |
|                                                     | Parcare: Bauernwald (în ambele sensuri).                              |               |
| 35                                                  | Oraș deservit: Bad Rappenau.                                          | Autohof       |
|                                                     | Parcare: Wart / Eichhäuser Hof (în ambele sensuri).                   |               |
|                                                     | Viaduct peste râul Böllinger Bach (170 m).                            |               |
| 36                                                  | Oraș deservit: Heilbronn / Untereisesheim.                            |               |
|                                                     | Pod peste Neckar (1326 m).                                            |               |
| 37                                                  | Oraș deservit: Heilbronn / Neckarsulm.                                | B 27          |
|                                                     | Parcare: Sulmtal (în ambele sensuri).                                 |               |
|                                                     | Pod peste râul Sulm.                                                  |               |
| 38 Autobahnkreuz Weinsberg                          | Nod rutier între BAB 81 și BAB 6                                      | BAB 81 E41    |
|                                                     | Parcare: Gagernberg (sens Saarbrücken -> Waidhaus).                   |               |
|                                                     | Parcare: Gagernberg (sens Waidhaus -> Saarbrücken).                   |               |
| 39                                                  | Oraș deservit: Bretzfeld.                                             |               |
|                                                     | Parcare: Sommerhalden (sens Saarbrücken -> Waidhaus).                 |               |
|                                                     | Pod peste râul Brettach (210 m).                                      |               |
|                                                     | Parcare: Sommerhalden (sens Waidhaus -> Saarbrücken).                 |               |
| 40                                                  | Oraș deservit: Öhringen.                                              |               |
|                                                     | Podul Ohrntal (237 m).                                                |               |
|                                                     | Viaductul Maßholderbachtal (300 m).                                   |               |
|                                                     | Parcare: Weinsbach (în ambele sensuri).                               |               |
| 41                                                  | Oraș deservit: Neuenstein.                                            |               |
|                                                     | Zonă de servicii: Hohenlohe (în ambele sensuri).                      |               |
| 42                                                  | Oraș deservit: Kupferzell.                                            | B 19          |
|                                                     | Pod peste râul Kupfer.                                                |               |
| 43                                                  | Oraș deservit: Schwäbisch Hall.                                       | B 14          |
|                                                     | Pod peste Kocher (1128 m).                                            |               |
|                                                     | Parcare: Kochertalbrücke (în ambele sensuri).                         |               |
| 44                                                  | Oraș deservit: Ilshofen / Wolpertshausen.                             |               |
| 45                                                  | Oraș deservit: Kirchberg an der Jagst.                                | Autohof       |
|                                                     | Parcare: Reußenberg (în ambele sensuri).                              |               |
|                                                     | Pod peste Jagst (347 m).                                              |               |
|                                                     | Pod peste râul Gronach (528 m).                                       |               |
| 46                                                  | Oraș deservit: Crailsheim.                                            | B 290 Autohof |
|                                                     | Parcare: Bronnholzheim (în ambele sensuri).                           |               |
|                                                     | Landul Bavaria.                                                       |               |
|                                                     | Parcare: Ochsenberg / Schleehardt (în ambele sensuri).                |               |
| 47                                                  | Oraș deservit: Schnelldorf.                                           |               |
|                                                     | Parcare: Rothensteig (în ambele sensuri).                             |               |
|                                                     | Pod peste Linia feroviară Nürnberg–Crailsheim (70 m).                 |               |
| 48 Autobahnkreuz Feuchtwangen/Crailsheim            | Nod rutier între BAB 7 și BAB 6                                       | BAB 7 E43     |
|                                                     | Pod peste Wörnitz.                                                    |               |
| 49                                                  | Oraș deservit: Feuchtwangen-nord.                                     | B 25          |
|                                                     | Pod peste râul Sulzach.                                               |               |
|                                                     | Zonă de servicii: Frankenhöhe (în ambele sensuri).                    |               |
|                                                     | Parcare: Hasenzagel (sens Saarbrücken -> Waidhaus).                   |               |
| 50                                                  | Oraș deservit: Aurach.                                                | Autohof       |
|                                                     | Pod peste Altmühl (50 m).                                             |               |
|                                                     | Parcare: Bei den Eichen / Bürger-Wald (în ambele sensuri).            |               |
| 51                                                  | Oraș deservit: Herrieden.                                             | Autohof       |
|                                                     | Parcare: Silberbach (în ambele sensuri).                              |               |
| 52                                                  | Oraș deservit: Ansbach.                                               | B 13 Autohof  |
|                                                     | Parcare: Hohe Fichte (sens Saarbrücken -> Waidhaus).                  |               |
|                                                     | Pod peste Linia feroviară Treuchtlingen–Würzburg (50 m).              |               |
|                                                     | Parcare: Kohnweiher / Im Strud (în ambele sensuri).                   |               |
|                                                     | Parcare: Geisberg (în ambele sensuri).                                |               |
|                                                     | Viaduct peste râul Fränkische Rezat (232 m).                          |               |
| 53                                                  | Oraș deservit: Lichtenau.                                             |               |
|                                                     | Parcare: Lerchenbuck (sens Saarbrücken -> Waidhaus).                  |               |
|                                                     | Parcare: Klosterwald (sens Waidhaus -> Saarbrücken).                  |               |
| 54                                                  | Oraș deservit: Neuendettelsau.                                        |               |
|                                                     | Parcare: Auergründel (în ambele sensuri).                             |               |
|                                                     | Parcare: Dechenwald / Hochstraße (în ambele sensuri).                 |               |
|                                                     | Zonă de servicii: Kammersteiner Land (în ambele sensuri).             |               |
| 55                                                  | Oraș deservit: Schwabach-vest.                                        | B 466 Autohof |
|                                                     | Pod peste Linia feroviară Treuchtlingen–Nürnberg (60 m).              |               |
| 56                                                  | Oraș deservit: Schwabach-sud.                                         | B 2           |
| 57                                                  | Oraș deservit: Roth.                                                  | B 2           |
|                                                     | Pod peste Rednitz (91 m).                                             |               |
|                                                     | Pod peste Canalul Main–Dunăre (110 m).                                |               |
|                                                     | Pod peste Canalul Ludwig-Dunăre-Main.                                 |               |
| Sistem de gestionare a traficului                   |                                                                       |               |
| 58 Autobahnkreuz Nürnberg-Süd                       | Nod rutier între BAB 73 și BAB 6                                      | BAB 73        |
| 59                                                  | Oraș deservit: Nürnberg-Langwasser.                                   |               |
|                                                     | Pod peste Linia feroviară de mare viteză Nürnberg–Ingolstadt.         |               |
| 60 Autobahnkreuz Nürnberg-Ost                       | Nod rutier între BAB 9 și BAB 6                                       | BAB 9 E45     |
| 61 Autobahnkreuz Altdorf                            | Nod rutier între BAB 3 și BAB 6                                       | BAB 3 E56     |
| Sistem de gestionare a traficului                   |                                                                       |               |
|                                                     | Parcare: Lochgraben / Röthenbach (în ambele sensuri).                 |               |
|                                                     | Pod peste râul Röthenbach.                                            |               |
| 62                                                  | Oraș deservit: Altdorf bei Nürnberg / Leinburg.                       |               |
|                                                     | Viaductul Unterrieden.                                                |               |
|                                                     | Parcare: Zankschlag (în ambele sensuri).                              |               |
| 63                                                  | Oraș deservit: Alfeld.                                                | Autohof       |
| 64                                                  | Oraș deservit: Sulzbach-Rosenberg.                                    |               |
|                                                     | Zonă de servicii: Oberpfälzer Alb (în ambele sensuri).                |               |
| 65                                                  | Oraș deservit: Amberg-vest.                                           | B 299 Autohof |
|                                                     | Viaduct (220 m).                                                      |               |
|                                                     | Parcare: Laubenschlag (în ambele sensuri).                            |               |
|                                                     | Podul Mühltal (310 m).                                                |               |
|                                                     | Pod peste râul Vils.                                                  |               |
| 66                                                  | Oraș deservit: Amberg-sud.                                            |               |
| 67                                                  | Oraș deservit: Amberg-est.                                            | B 85          |
|                                                     | Podul Göttersee (88 m).                                               |               |
|                                                     | Viaductul Fensterbachtal (240 m).                                     |               |
|                                                     | Viaductul Schusterbergtal (99 m).                                     |               |
|                                                     | Viaductul Lohgraben (80 m).                                           |               |
| 68                                                  | Oraș deservit: Schmidgaden.                                           |               |
|                                                     | Viaductul Schwärzerbachtal (79 m).                                    |               |
|                                                     | Parcare: Stocker Holz (în ambele sensuri).                            |               |
|                                                     | Viaductul Hüttenbachtal (130 m).                                      |               |
| 69                                                  | Oraș deservit: Nabburg-vest.                                          |               |
|                                                     | Viaductul Kulmbachtal (517 m).                                        |               |
|                                                     | Viaductul Döllnitzbachtal (282 m).                                    |               |
|                                                     | Viaductul Ödschlagtal (241 m).                                        |               |
| 70 Autobahnkreuz Oberpfälzer Wald                   | Nod rutier între BAB 93 și BAB 6                                      | BAB 93        |
|                                                     | Viaduct peste Naab (110 m).                                           |               |
|                                                     | Viaduct (60 m).                                                       |               |
|                                                     | Viaductul Schilternbach (188 m).                                      |               |
| 71                                                  | Oraș deservit: Wernberg-Köblitz-est.                                  |               |
|                                                     | Parcare: Wittschauer Höhe (în ambele sensuri).                        |               |
| 72                                                  | Oraș deservit: Leuchtenberg.                                          | B 22          |
| 73                                                  | Oraș deservit: Vohenstrauß-vest.                                      |               |
| 74                                                  | Oraș deservit: Vohenstrauß-est.                                       |               |
|                                                     | Viaductul Fahrnbachtal (70 m).                                        |               |
| 75                                                  | Oraș deservit: Pleystein.                                             |               |
|                                                     | Pod peste râul Zottbach.                                              |               |
|                                                     | Parcare: Ulrichsberg (în ambele sensuri).                             |               |
| 76                                                  | Oraș deservit: Waidhaus.                                              |               |
|                                                     | Viaduct peste râul Rehlingbach.                                       |               |
|                                                     | Punct de trecere a frontierei Waidhaus (DE) – Rozvadov (CZ)           | D5 E50        |